# De mistmaniak
De mistmaniak is het 5de stripverhaal van En daarmee Basta! De reeks wordt getekend door striptekenaarsduo Wim Swerts & Vanas. Tom Bouden neemt de scenario's voor zijn rekening. De strips worden uitgegeven door de Standaard Uitgeverij. Het stripalbum verscheen in juli 2007.

## Personages
In dit verhaal spelen de volgende personages mee:
- Joost, Kathy, Stijn, Ruben, Bert, Patsy, Isa, Laura

## Verhaal
Geheel onverwacht erft Patsy een kasteeltje. Samen met de hele bende trekt ze naar haar nieuwe eigendom, waar ze de nacht willen verblijven. Maar de gps in de auto raakt in de problemen en de groep verdwaalt. Pas 's avonds laat komen ze aan in Nevelgem, ondertussen hangt er dikke mist. Via de radio vernemen ze dat er ergens een Mistmaniak rond dwaalt, een gevaarlijk ontsnapte seriemoordenaar. En dan, een voor een verdwijnen Joost, Isa, Stijn, Ruben, Laura, Patsy en Bert. Zou de Mistmaniak er iets mee te maken hebben?

## Trivia
- Op strook 2 hangt er in het krantenwinkeltje een poster van Samson. Een verwijzing naar de Samson en Gert-stripreeks.